# Descurainia bourgaeana
Descurainia bourgaeana (E.Fourn.) Webb ex O.E.Schulz, 1924 è una pianta della famiglia delle Brassicacee, endemica delle isole Canarie, ove è comunemente nota hierba pajonera.

## Descrizione
È una specie arbustiva, di forma grossolanamente emisferica, con piccoli fiori gialli, tipicamente composti da 4 petali disposti a croce, lunghi 3–4 mm, e 4 sepali, leggermente più piccoli, di 2,5 mm. Le foglie sono sessili, pennatosette, tomentose.

## Distribuzione e habitat
La specie è endemica delle isole di Tenerife e La Palma.